# Metopius melanopsis
Metopius melanopsis är en stekelart som beskrevs av Förster 1850. Metopius melanopsis ingår i släktet Metopius och familjen brokparasitsteklar. Inga underarter finns listade i Catalogue of Life.